# Screaming (musik)
Screaming (skrik) är en röstteknik ofta använd i punkrock, tempofylld metal och screamo. Medan styrka, tonhöjd och karaktär varierar från sångare till sångare, följer skriksång i allmänhet tung musik, och är förknippad med mer aggressiva musikaliska teman eller stilar.

## Genrer
Flera anmärkningsvärda genrer av musik använder denna typ av röstteknik.

### Punkrock
Skrik är vanligt i punkrock och hardcorepunk. Tidig punk präglades av en allmän tendens att undfly traditionell sångteknik till förmån för en mer direkt, hård stil som betonade mening snarare än skönhet. Den logiska förlängningen av denna estetisk är skrik eller rop, och i hardcore punk skriks ofta sången fram på ett frenetisk sätt liknande rappande och fotbollsramsor, och åtföljs ofta av så kallad "gang vocals", där en grupp av människor skriker tillsammans med sångaren (denna stil är mycket vanlig inom punkrock, framförallt Oi!, streetpunk och hardcore punk).

### Heavy metal
Medan enstaka skrik har använts för effekt i heavy metal sedan genren först såg dagens ljus på sent 60-tal (där sångare som Robert Plant, Ian Gillan, Gene Simmons och Rob Halford ofta använt tekniken), kom inte skrik att användas som ett normalt sätt att sjunga på förrän thrash metal-explosionen i början av 1980-talet. 

### Post-hardcore och metalcore
Post-hardcore brukar oftast genomsyras av en sårbar, känslomässig sångton. Band som Silverstein, Alesana och Sleeping with Sirens använder främst ren sång och lägger till högfrekventa skrik i refrängen eller för att starta en vers. Tidiga post-hardcore-grupper (såsom Rites of Spring och Embrace) innehöll skrik som mer eller mindre liknar de hos 80-talets hardcore punk och anarkopunk. I samtida genrer anses skrik vara mer tillgängliga av vissa; en mycket vanlig teknik är den som används inom metalcore. Howard Jones från Killswitch Engage, Jamey Jasta från Hatebreed och George Pettit från Alexisonfire är exempel på detta: de tidigare nämnda skriker i en hes ton och den senare använder ett högre skrik. Vissa band, såsom We Came as Romans använder inte lika gäll ton när de skriker, medan Jeremy Mckinnon från A Day to Remember går ett steg längre och använder death growls istället för skrik. Davey Havok från AFI använder skrik, med mer av ett högfrekvent skrik i tidigare album och en raspig ton i Decemberunderground.